# Lamine (Belgique)
Pour les articles homonymes, voir Lamine.
Lamine (en wallon Lamene) est une section de la commune belge de Remicourt située en Région wallonne dans la province de Liège.
Elle fusionna en 1964 avec la commune de Remicourt.

## Démographie
- Sources:INS, Rem:1831 jusqu'en 1970=recensements, 1976= nombre d'habitants au 31 décembre

## Patrimoine et culture

### Patrimoine architectural et sites
- La "motte castrale" de Lamine (longtemps on a pris pour un tumulus): un tertre de 12 mètres de haut sur lequel se trouvait un donjon, un des premiers châteaux du Moyen Âge[1].

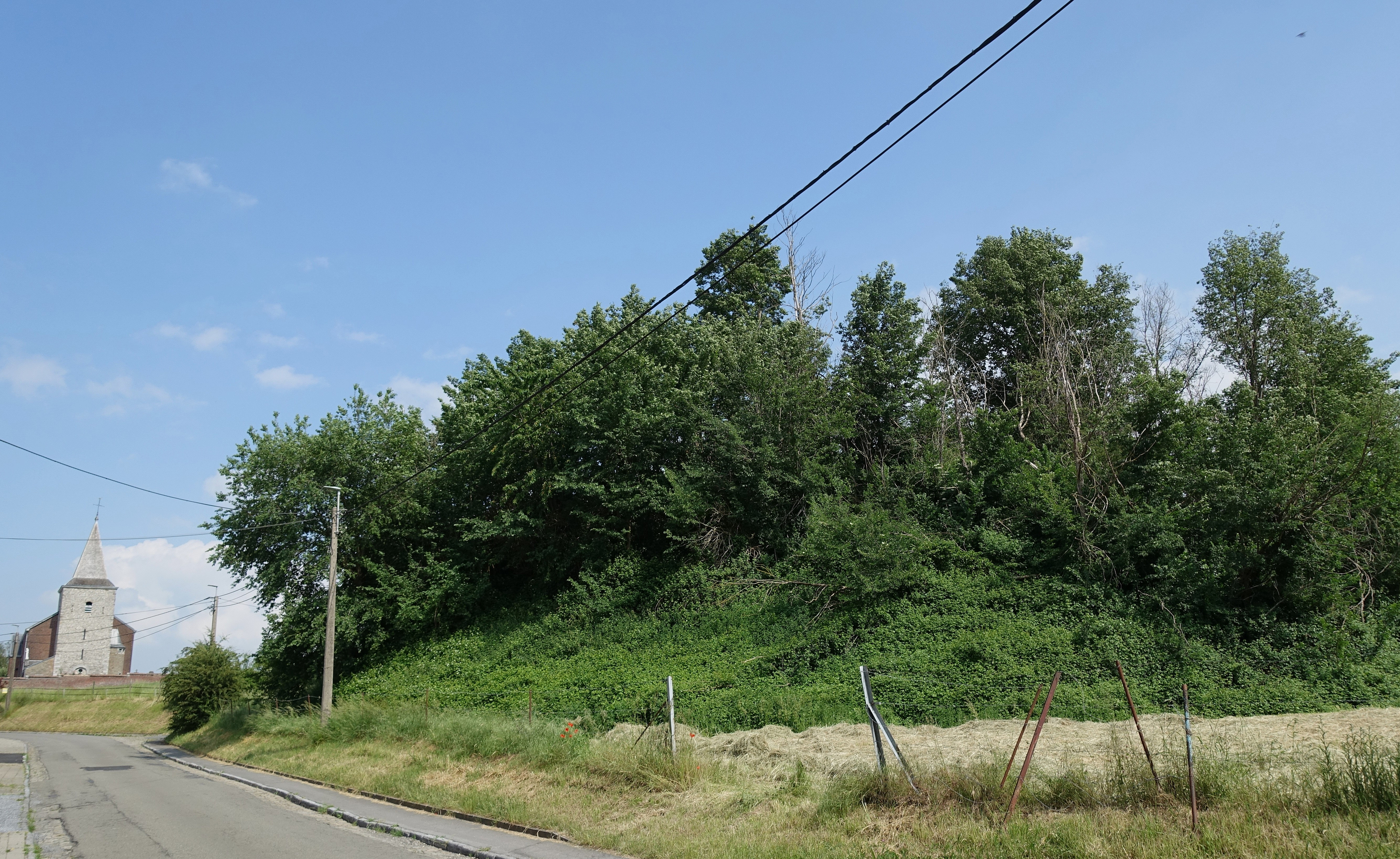
Motte castrale de Lamine.
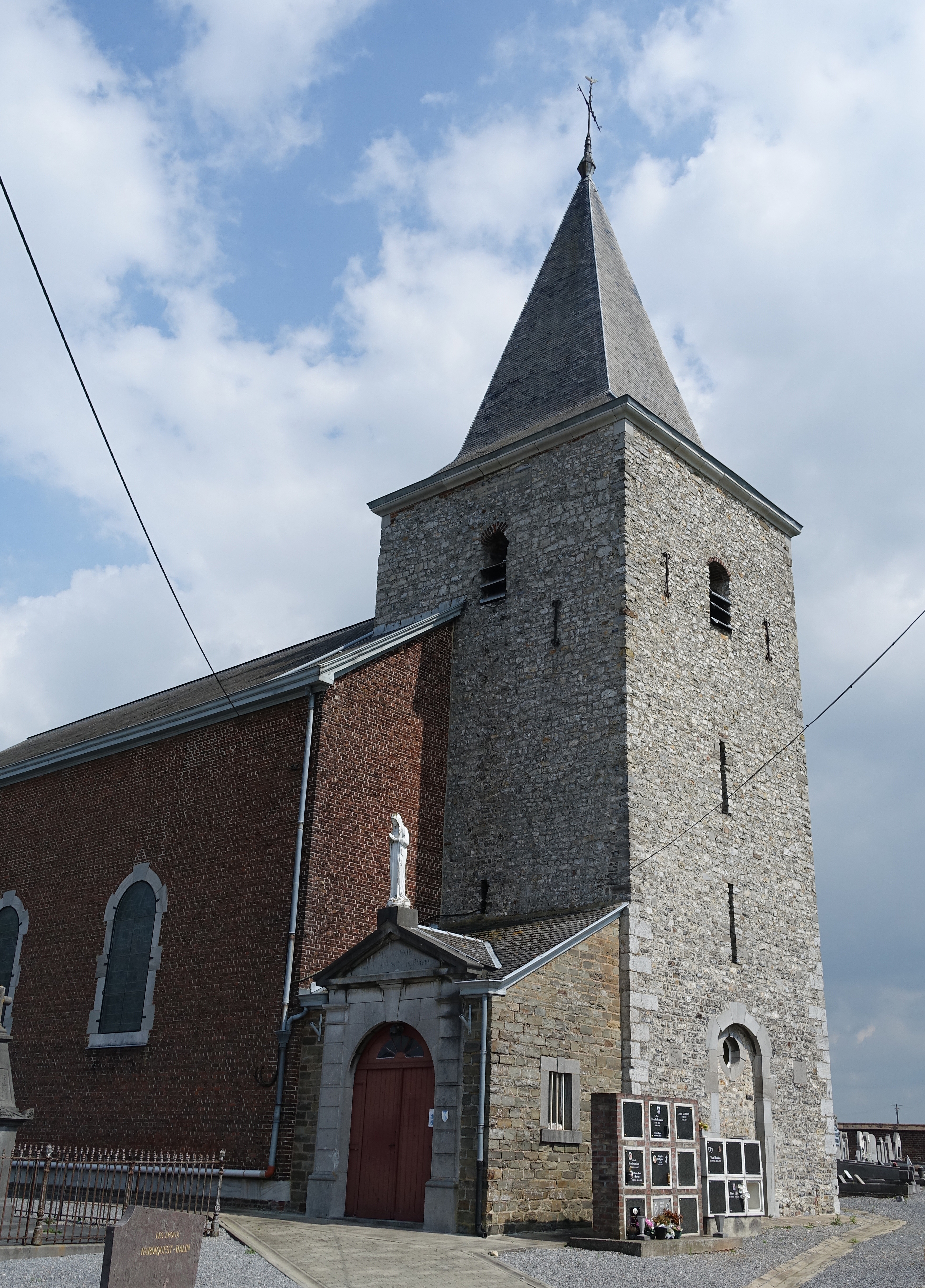
Eglise Saint-Hadelin.